# Pelegrina verecunda
Pelegrina verecunda là một loài nhện trong họ Salticidae.
Loài này thuộc chi Pelegrina. Pelegrina verecunda được Ralph Vary Chamberlin & Willis J. Gertsch miêu tả năm 1930.